# Morto in famiglia
Morto in famiglia è un romanzo della scrittrice Charlaine Harris. È il decimo della serie dedicata al personaggio Sookie Stackhouse.

## Trama
Sookie dopo essersi ripresa dall'ultimo attacco subito dagli esseri fatati cerca un meritato riposo tra le braccia del suo amato Eric, purtroppo entra in scena il creatore di quest'ultimo che accompagnato da un "nuovo fratello" porta subbuglio e tensione a Bon Temps.
Sookie approfondisce la conoscenza di suo nipote dotato del suo stesso dono.
Dopo il termine della guerra tra gli esseri fatati, il nonno di Sookie aveva deciso di chiudere il portale tra il regno dei fae e quello umano, pertanto Claude (cugino fae di Sookie) si trasferisce a Bon Temps temporaneamente chiedendo ospitalità a Sookie, si scoprirà poi successivamente che quest'ultimo cercava solo di proteggerla dalla minaccia di un altro fae che è rimasto esclusivamente per cercare di ucciderla.
Rientra in scena Alcide (capo dei lupi mannari) che approfitta della bontà di Sookie che per un giorno proverà l'ebbrezza di diventare un santone. I sentimenti di Sookie per Bill sono ancora molto forti, infatti contatterà una vampira per cercare di salvare la vita al suo ex, il quale, in seguito alla battaglia esplosa nel capitolo precedente della saga è in condizioni di salute preoccupanti. La lama d'argento con cui era stato ferito ha avvelenato il suo sangue, che può essere depurato solamente bevendo quello di un vampiro da lui creato.